# Purità rituale
La purità rituale è una pratica istituzionale, prevista in numerose culture religiose (tra cui culture pagane, Giudaismo, Cristianesimo, Induismo e Islam), secondo cui determinati atti rilevanti sotto il profilo giuridico-religioso sono validi soltanto se compiuti in stato di "purità rituale" o "cerimoniale", strettamente dipendente cioè da precedenti precise misure atte a "purificare" il corpo e lo spirito del devoto nei confronti della divinità (e dunque ad accedere a una determinata religione) o a implorarne le grazie.
Tali misure preliminari sono normalmente conseguite con l'acqua o altre sostanze, per lo più (ma non necessariamente) liquide. 
Nel Paganesimo, nel Giudaismo, nell’Islam e, in misura residuale, anche nel Cristianesimo, la modalità principale per recuperare la purità necessaria per adempiere ad alcuni riti è l'abluzione, per lo più con acqua corrente o sotto forma di sauna, in mancanza della quale si può peraltro ricorrere a polvere - come nella lustratio pulveralis prevista nella cultura religiosa dell'antica Roma -, sabbia o ad altro materiale inerte ed esente da eventuali sporcizie (così nel tayammum Islamico), come la farina,) mentre in altri modelli religiosi è previsto l'uso dell'olio, non solo di oliva.
In diversi casi (Giudaismo e Islam innanzi tutti) sono spesso allestiti specifici luoghi utili ai fedeli a conseguire la purificazione rituale (ad esempio la mikveh e il hammam).
Nell'islam la purità rituale si chiama ṭahārä, e si distingue in purità maggiore e purità minore. La purità maggiore si ottiene effettuando un ghusl, ovvero un'abluzione completa tramite la quale ogni parte del corpo venga raggiunta dall'acqua (il lavacro però avviene seguendo però un procedimento particolare tramandato dalla sunna); la purità minore si ottiene tramite l'abluzione parziale, il wuḍū'. Entrambi i tipi di purità vengono annullati da una serie di atti distinta per i due, che comportano l'entrata negli stati di impurità maggiore o minore a seconda dell'atto. In stato di impurità minore ad esempio è illecito per l'islam toccare una copia del Corano (per la maggior parte degli 3ulamā' quantomeno) e compiere una salah (su questo il consenso è assoluto).